# Сейнт Джоузеф
Сейнт Джоузеф (на английски: Saint Joseph) е град в щата Мисури, Съединени американски щати, административен център на окръг Бюканън. Намира се на левия бряг на река Мисури. Населението му е 76 442 души (по приблизителна оценка от 2017 г.).
В Сейнт Джоузеф са родени предприемачът Джей Сарно (1922 – 1984) и раппевецът Еминем (1972).